# École de chirurgie de Saintes
L'école de chirurgie est un ancien établissement de formation médicale de la ville de Saintes. Créée sur le modèle des célèbres écoles de Paris ou de Montpellier, elle ne reste cependant en activité qu'une vingtaine d'années. Son architecture classique en fait l'un des monuments remarquables du quartier de Saint-Vivien.

## Historique

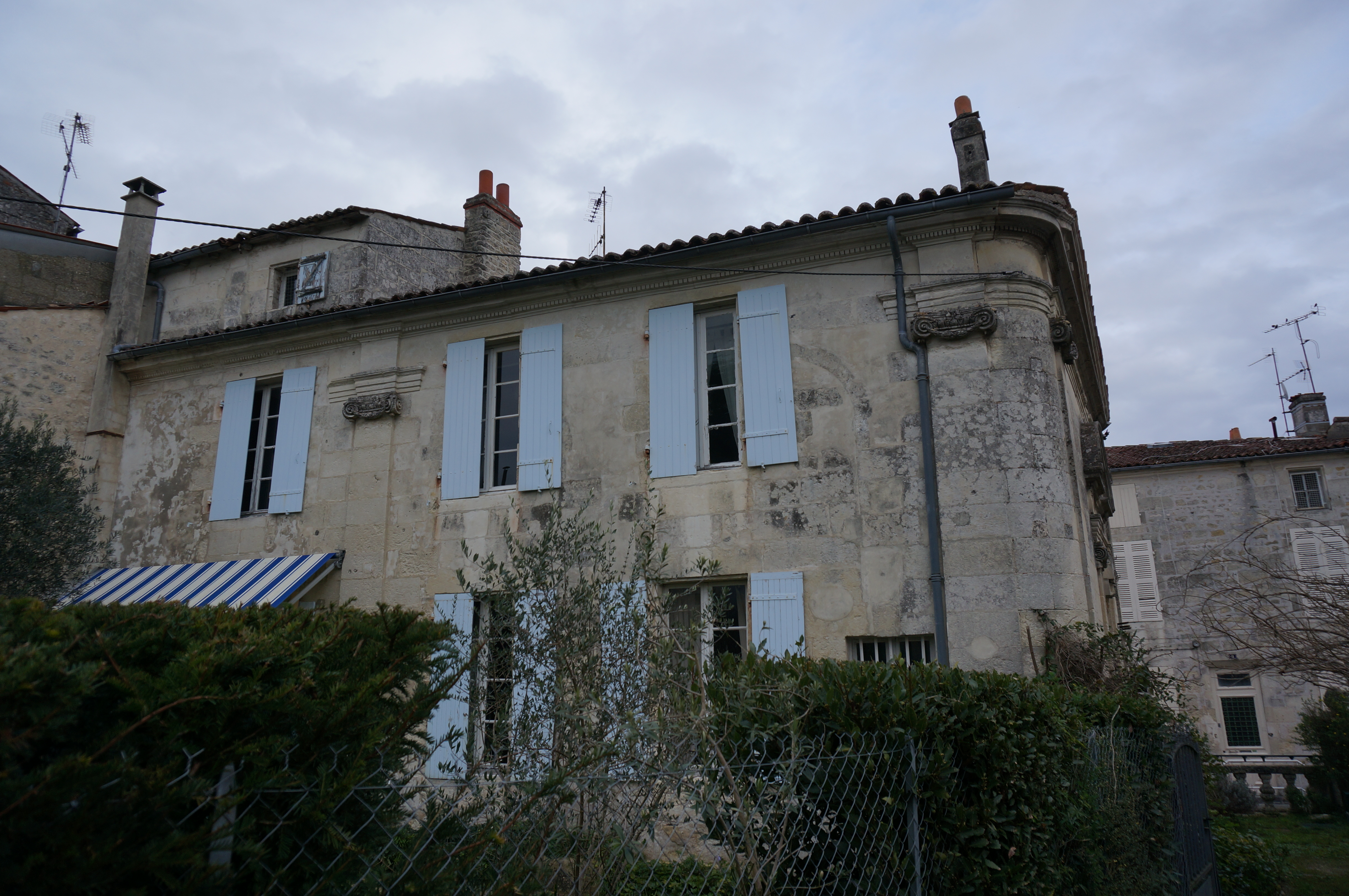
Vue depuis le jardin.

Le soulagement des malades et des indigents pousse très tôt à la création de plusieurs établissements de soins, à Saintes comme dans la plupart des villes de quelque importance. Au Moyen Âge, plusieurs hospices prennent en charge les pauvres, les malades et les pèlerins affaiblis. L'un des plus importants est l'hôtel-Dieu (également appelé hospice Saint-Pierre-ès-liens de la Charité), lequel s'élève alors à proximité immédiate de la cathédrale, non loin du palais épiscopal. Demeurant en activité jusqu'au XVIIe siècle, il est remplacé par l'hôpital général Louis-le-Grand en 1687, le futur hôpital Saint-Louis.
L'implantation de cet hôpital divisé en deux quartiers distincts (l'hospice des hommes et l'hospice des femmes) fait envisager la création d'une faculté de médecine moderne afin de pallier les déficiences de chirurgiens qui sont souvent avant tout de simples barbiers. Celle-ci voit finalement le jour dans la seconde moitié du XVIIIe siècle, à l'initiative du docteur Jacques-Louis Doussin, un ancien élève du célèbre chirurgien François de la Peyronnie. Séduit par cette idée, le marquis Louis Étienne Antoine Guinot de Monconseil, l'une des personnalités influentes du temps, apporte son concours financier. Les maîtres en chirurgie de la ville approuvent cette fondation, indiquant que :  
«  Cet établissement seroit le moïen le plus assuré de perfectionner les connaissances de châque membre de ladite communauté (des maîtres en chirurgie) et d'instruire les sujets qui se destineroient à l'art scientifique de la chirurgie  »
L'école entre en fonction en 1777. Accostée d'un jardin botanique, elle se compose d'un bâtiment quadrangulaire accueillant un amphithéâtre d'anatomie et de chirurgie et une salle de dissection, elle-même assise sur un soubassement abritant une cave destinée à entreposer les cadavres cédés par l'hôpital. La façade principale, perpendiculaire à la rue, se distingue par son ornementation et ses lignes élégantes. Ainsi de la superposition d'un fronton curviligne et d'un fronton triangulaire orné de trophées et de guirlandes, des pilastres ioniques et des angles adoucis.
L'école est cependant fermée quelques années plus tard, sans doute durant la période révolutionnaire ou immédiatement après. Le bâtiment est transformé en immeuble d'habitation, préservant la façade principale mais dénaturant une partie de la structure initiale. L'espace intérieur est divisé en deux niveaux d'habitation desservis par une cage d'escalier, laquelle permet encore d'apercevoir des traces des stucs qui ornaient jadis la voûte de l'amphithéâtre. Les fenêtres en plein cintre sont murées (leur trace demeure cependant perceptible rue Saint-Vivien) et remplacées par des baies rectangulaires plus petites permettant l'éclairage des pièces nouvellement créées.
Situé quelques rues plus loin, dans le quartier Saint-Pierre, l'hôtel Doussin doit son nom au fondateur de l'école. L'une de ses particularités est la présence en façade d'une sculpture peu habituelle représentant un cœur humain, accompagné de la date « 1792 » et de l'inscription latine : « Primum vivens, moriens et ultimum » (Il vit le premier et meurt le dernier). Cette inscription se réfère à une citation du médecin et naturaliste Albrecht von Haller : « Cor primum vivens et ultimum moriens », ce qui signifie : « Le cœur est le premier à vivre et le dernier à mourir ».